# Pseudalutarius nasicornis
Pseudalutarius nasicornis är en fiskart som först beskrevs av Temminck och Hermann Schlegel 1850.  Pseudalutarius nasicornis ingår i släktet Pseudalutarius och familjen filfiskar. Inga underarter finns listade i Catalogue of Life.